# Forêt nationale de Mapiá-Inauiní
La forêt nationale de Mapiá-Inauini (portugais : Floresta Nacional Mapiá-Inauini) est une forêt nationale brésilienne. Elle se situe dans la région Nord, dans l'État de l'Amazonas.
Le parc fut créé en 1989 et couvre une superficie de 311 000 hectares.
Il s'étend sur le territoire des municipalités de Boca do Acre (92.37%) et de Pauini (7.63%).